# Mammouth de Baulou
Le mammouth de Baulou est un spécimen de mammouth laineux (Mammuthus primigenius) découvert en 1901 à Baulou, dans le département de l'Ariège, en France, lors des travaux de percement de la ligne ferroviaire de Foix à Saint-Girons. Bien qu'incomplet, c'est le plus imposant squelette de mammouth laineux découvert en France.

## Historique
Un spécimen fossile de Mammuthus primigenius fut découvert le 5 février 1901 à Baulou, lors de travaux sur la voie ferrée de Foix – Saint-Girons, dans la tranchée de la Juncasse. Endommagé lors de sa découverte, le mammouth de Baulou a subi diverses opérations de restauration, principalement dans les années 1920. Un inventaire des restes fossiles daté du 31 octobre 1928 est conservé aux archives du Muséum de Toulouse.
En 2009, un projet de reconstitution est lancé afin de pouvoir présenter au public le mammouth de Baulou sur le site du Parc pyrénéen de l'art préhistorique de Tarascon-sur-Ariège, où il est désormais exposé,.

## Description
Le mammouth de Baulou était un jeune adulte mâle, d'une taille imposante, âgé de 20 à 30 ans à sa mort. Seuls ont été préservés les os de la tête et des membres. Les éléments du corps ont dû être reconstitués.

## Datation
Le mammouth de Baulou est vraisemblablement daté du Pléistocène supérieur.